# ミュンヘン室内管弦楽団
ミュンヘン室内管弦楽団（ミュンヘンしつないかんげんがくだん、ドイツ語: Münchener Kammerorchester）は、ドイツ・ミュンヘンを本拠地とする室内オーケストラである。

## 沿革
1950年にクリストフ・シュテップ（Christoph Stepp）により設立される。

## 主席指揮者
- 1956-1995年：ハンス・シュタットルマイア
- 1995–2006年：クリストフ・ポッペン
- 2006–2016年：アレクサンダー・リープライヒ
- 2016-2022年：クレメンス・シュルツ(Clemens Schuldt)

## 録音
レコーディングは、オルフェオ・レーベルにシュタットルマイアー指揮で各種伴奏物が、ポッペン指揮でECMレーベルに現代音楽などがある。DVDとして、2006年のザルツブルク音楽祭でのモーツァルト22劇音楽上演シリーズにおけるモーツァルトの宗教劇「救われしベトゥーリア」（ポッペン指揮）のライブ映像がある。
ポピュラー音楽との共演は、ビートルズのエンジニアであり、英国のスタジオミュージシャンを集めて、プログレッシブ・ロックあるいはシンフォニック・ロックのアルバムを量産したアラン・パースンズ（Alan Parsons）による「アラン・パースンズ・プロジェクト」（The Alan Parsons Project）の一連のアルバムが有名である。